# Чефало (Потенца)
Чефало (итал. Cefalo) је насеље у Италији у округу Потенца, региону Базиликата.
Према процени из 2011. у насељу је живело 49 становника. Насеље се налази на надморској висини од 696 м.